# Nianån

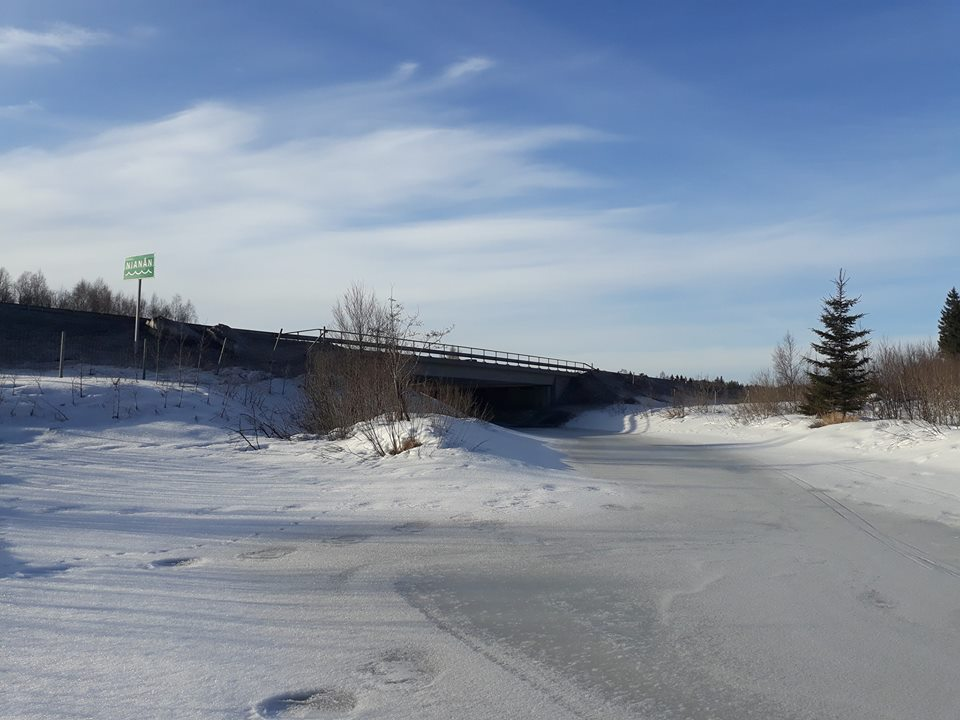
Nianån vid E4-bron.

Nianån är en å i Hälsingland, Hudiksvalls kommun. Åns källsjö Lill-Nien, som tillförs vatten norrifrån av källflödet Tosarån, ligger på gränsen mellan Hudiksvalls kommun och Bollnäs kommun. Nianån passerar sjöarna Stornien, Finnsjön, Mjuggsjön, Hålsjön och Skarplyckesjön innan den efter en i genomsnitt rakt östlig riktning mynnar i Bottenhavet strax söder om orten Njutånger. Två mindre orter som ån passerar är Nianfors och Näcksjö. Viktiga biflöden är (i storleksordning) Fuskåsån, Bäckmorån och Hästån.
Åns totala längd är ca 40 km och dess avrinningsområde är 197 km². Trots att avrinningsområdet är mindre än 200 km², finns ån upptagen som nr 46 i SMHI:s lista över Sveriges huvudavrinningsområden, som är tänkt att uppta endast avrinningsområden om minst 200 km². Detta beror på att listan över huvudavrinningsområden upprättades vid en tidpunkt då mätningen av områdenas storlek var betydligt mer osäker än idag.  